# カジュアルシリーズ2980
カジュアルシリーズ2980は、エム・ティー・オーより発売されているニンテンドーDS用の廉価ソフトシリーズ。価格は各2940円（税込）。

## タイトルリスト
- Petz Catz（2009年3月19日）
- Petz Dogz（2009年3月19日）
- Petz Horsez（2009年3月19日）
- Petz Monkeyz（2009年3月19日）
- ハッピークッキング〜タッチペンで楽しくお料理〜（2009年4月9日）